# Heterocassidulina
Heterocassidulina es un género de foraminífero bentónico de la subfamilia Cassidulininae, de la familia Cassidulinidae, de la superfamilia Cassidulinoidea, del suborden Buliminina y del orden Buliminida. Su especie tipo es Heterocassidulina erecta. Su rango cronoestratigráfico abarca el Holoceno.

## Discusión
Clasificaciones previas incluían Heterocassidulina en el suborden Rotaliina del orden Rotaliida.

## Clasificación
Heterocassidulina incluye a las siguientes especies:
- Heterocassidulina albida
- Heterocassidulina erecta
- Heterocassidulina irregularis
- Heterocassidulina saidovae